# NGC 229
NGC 229 је спирална галаксија у сазвежђу Андромеда која се налази на NGC листи објеката дубоког неба.
Деклинација објекта је + 23° 30' 34" а ректасцензија 0h 43m 4,7s. Привидна величина (магнитуда) објекта NGC 229 износи 14,1 а фотографска магнитуда 15,0. NGC 229 је још познат и под ознакама MCG 4-2-49, CGCG 479-64, PGC 2577.